# Lo Castelet (Var)
Lo Castelet (en francès Le Castellet) és un municipi francès situat al departament del Var i a la regió de Provença – Alps – Costa Blava. Dins els límits del municipi hi ha el Circuit Paul Ricard d'automobilisme.

## Demografia
| 1962                                       | 1968  | 1975  | 1982  | 1990  | 1999  | 2006  |
| ------------------------------------------ | ----- | ----- | ----- | ----- | ----- | ----- |
| 1.222                                      | 1.229 | 2.048 | 2.332 | 3.084 | 3.799 | 4.154 |
| Des de 1962: població sense dobles comptes |       |       |       |       |       |       |

## Administració
| Període | Identitat      | Partit |
| ------- | -------------- | ------ |
| 2001-   | Gabriel Tambon |        |

## Agermanaments
- Herrischried
- Or Akiva